# Holandia na Zimowych Igrzyskach Olimpijskich 1952
Holandię na Zimowych Igrzyskach Olimpijskich 1952 reprezentowało jedenaścioro zawodników: dziewięciu mężczyzn i dwie kobiety. Był to czwarty start reprezentacji Holandii na zimowych igrzyskach olimpijskich. Panczenista Kees Broekman zdobył pierwszy srebrny medal (wyścig na 5000 m) na zimowych igrzyskach olimpijskich dla reprezentacji Holandii.

## Zdobyte medale
| Medal  | Zawodnik          | Dyscyplina          | Konkurencja                 | Rezultat    |
| ------ | ----------------- | ------------------- | --------------------------- | ----------- |
| Srebro | Kees Broekman     | Łyżwiarstwo szybkie | wyścig na 5000 m mężczyzn   | 8:21,6 min  |
| Srebro | Wim van der Voort | Łyżwiarstwo szybkie | wyścig na 1500 m mężczyzn   | 2:20,6 min  |
| Srebro | Kees Broekman     | Łyżwiarstwo szybkie | wyścig na 10 000 m mężczyzn | 17:10,6 min |

## SKład kadry

### Łyżwiarstwo figurowe
| Zawodnik         | Konkurencja | Nota    | Pozycja |
| ---------------- | ----------- | ------- | ------- |
| Alida Stoppelman | Solistki    | 123,544 | 22.     |

### Łyżwiarstwo szybkie
Mężczyźni
| Zawodnik            | Konkurencja          | Konkurencja          | Konkurencja    | Konkurencja    | Konkurencja    | Konkurencja    | Konkurencja      | Konkurencja      |
| Zawodnik            | Bieg na 500 m        | Bieg na 500 m        | Bieg na 1500 m | Bieg na 1500 m | Bieg na 5000 m | Bieg na 5000 m | Bieg na 10 000 m | Bieg na 10 000 m |
| Zawodnik            | Czas                 | Miejsce              | Czas           | Miejsce        | Czas           | Miejsce        | Czas             | Miejsce          |
| ------------------- | -------------------- | -------------------- | -------------- | -------------- | -------------- | -------------- | ---------------- | ---------------- |
| Gerard Maarse       | 44,2                 | 8.                   | 2:24,3         | 12.            |                |                |                  |                  |
| Cockie van der Elst | 45,3                 | 19.                  | 2:27,6         | 26.            |                |                |                  |                  |
| Wim van der Voort   | 45,3                 | 19.                  | 2:20,6         | srebro         | 8:30,6         | 5.             |                  |                  |
| Jan Charisius       | Nie ukończył wyścigu | Nie ukończył wyścigu |                |                |                |                |                  |                  |
| Kees Broekman       |                      |                      | 2:22,8         | 5.             | 8:21,6         | srebro         | 17:10,6          | srebro           |
| Anton Huiskes       |                      |                      |                |                | 8:28,5         | 4.             | 17:25,5          | 5.               |
| Egbert van 't Oever |                      |                      |                |                | 8:47,6         | 19.            | 18:20,8          | '19.             |

### Narciarstwo alpejskie
Kobiety
| Zawodnik               | Konkurencja   | 1 przejazd | 1 przejazd | 2 przejazd | 2 przejazd | Czas łączny | Miejsce |
| Zawodnik               | Konkurencja   | Czas       | Miejsce    | Czas       | Miejsce    | Czas łączny | Miejsce |
| ---------------------- | ------------- | ---------- | ---------- | ---------- | ---------- | ----------- | ------- |
| Margriet Prajoux-Bouma | Slalom gigant |            |            |            |            | 3:31,0      | 40.     |

Mężczyźni
| Zawodnik           | Konkurencja      | 1 przejazd | 1 przejazd | 2 przejazd    | 2 przejazd    | Czas łączny   | Miejsce       |
| Zawodnik           | Konkurencja      | Czas       | Miejsce    | Czas          | Miejsce       | Czas łączny   | Miejsce       |
| ------------------ | ---------------- | ---------- | ---------- | ------------- | ------------- | ------------- | ------------- |
| Hendrik Pappenheim | Zjazd            |            |            |               |               | 3:00,0        | 45.           |
| Peter Pappenheim   | Zjazd            |            |            |               |               | 3:05,7        | 48.           |
| Hendrik Pappenheim | Slalom gigant    |            |            |               |               | 2:57,6        | 52.           |
| Peter Pappenheim   | Slalom gigant    |            |            |               |               | 3:15,1        | 70.           |
| Peter Pappenheim   | Slalom specjalny | 1:22,6     | 68.        | Nie awansował | Nie awansował | Nie awansował | Nie awansował |
| Hendrik Pappenheim | Slalom specjalny | 1:29,1     | 74.        | Nie awansował | Nie awansował | Nie awansował | Nie awansował |